# 杨知温
杨知温（?—?），字德之，虢州弘农人，唐朝政治人物。杨汝士的儿子，杨知至的哥哥。
杨知温登进士第。官至礼部郎中、知制诰，大中十一年（857年）九月，以礼部郎中杨知温充翰林学士。升任户部侍郎、尚书左丞。咸通六年（865年）五月，以尚书左丞杨知温为河南尹。转任陕虢观察使。咸通十年（869年）十二月，以吏部侍郎杨知温、吏部侍郎于德孙李玄考官；司封员外郎卢荛、刑部侍郎杨戴考试宏词选人；以虞部郎中宋震、前昭应主簿胡德融考科目举人。咸通十一年（870年），以吏部尚书萧邺、吏部侍郎于德孙、吏部侍郎杨知温考官；司勋员外郎李耀、礼部员外郎崔澹等考试应宏词选人。杨知温转任检校兵部尚书、襄州刺史、山南东道节度使。乾符四年（877年），王仙芝进犯荆南。杨知温时任荆南节度使，以文章才学仕进，不知用兵，有人报告王仙芝来到，杨知温以为是妄造遥言，不设戒备。王仙芝从贾堑渡过汉水。乾符四年（878年）正月初一，天下大雪，杨知温正接受将吏祝贺新年，王仙芝率军已来到江陵城下，攻陷外围罗城。荆南将佐修治内城拒守，天黑，杨知温还没有出节度使府。将佐们请杨知温出来抚慰士兵，杨知温不穿戎装，穿着纱帽皮衣，将佐们请杨知温披甲以防备流矢。杨知温见士兵们正在作战，仍然向幕僚赋诗，派使者向山南东道节度使李福告急，李福亲率部下赴救。驻扎襄阳的五百沙陀族士兵，与李福会合，行到荆门，与王仙芝军遭遇，沙陀骑兵大胜。王仙芝在江陵一带烧杀抢掠后离去。江陵城外三十余万民户，遇害的有十分之三四。朝廷下令将杨知温贬为郴州司马。其子杨開物，字熙之，官至左拾遺。